# Маунт-Голлі (Вермонт)
Маунт-Голлі (англ. Mount Holly) — місто (англ. town) в США, в окрузі Ратленд штату Вермонт. Населення — 1385 осіб (2020).

## Демографія
Згідно з переписом 2010 року, у місті мешкало 1237 осіб у 541 домогосподарстві у складі 361 родини. Було 1043 помешкання
Расовий склад населення:
| - 98,1 % — білих - 0,5 % — чорних або афроамериканців - 0,2 % — азіатів |

До двох чи більше рас належало 1,2 %. Частка іспаномовних становила 0,8 % від усіх жителів.
За віковим діапазоном населення розподілялося таким чином: 17,2 % — особи молодші 18 років, 64,4 % — особи у віці 18—64 років, 18,4 % — особи у віці 65 років та старші. Медіана віку мешканця становила 47,7 року. На 100 осіб жіночої статі у місті припадало 98,6 чоловіків;  на 100 жінок у віці від 18 років та старших — 100,4 чоловіків також старших 18 років.
Середній дохід на одне домашнє господарство  становив 79 401 долар США (медіана — 63 220), а середній дохід на одну сім'ю — 85 861 долар (медіана — 72 159). Медіана доходів становила 36 898 доларів для чоловіків та 42 222 долари для жінок. За межею бідності перебувало 6,2 % осіб, у тому числі 21,8 % дітей у віці до 18 років та 1,1 % осіб у віці 65 років та старших.
Цивільне працевлаштоване населення становило 755 осіб. Основні галузі зайнятості: освіта, охорона здоров'я та соціальна допомога — 20,7 %, будівництво — 19,1 %, науковці, спеціалісти, менеджери — 13,4 %, виробництво — 11,3 %.